# Iván Miranda Chang
Iván Miranda Chang (Lima, 8 de marzo de 1980) es un tenista peruano profesional desde 1999. Su mejor posición dentro del ranking de la ATP ha sido 104 en individuales (14 de julio de 2003) y 206 en dobles (9 de agosto de 2004). Fue campeón nacional de menores. Obtuvo medallas de plata en singles y oro en dobles en los Juegos Bolivarianos desarrollados en Arequipa en 1997. Tiene 45 años. 
En el año 2000, ganó su primer torneo Future en Lima (Perú F3) y al año siguiente se proclamó campeón en el torneo USA F12 derrotando al venezolano José de Armas. En enero del 2002, ganó el torneo USA F3 en Hallandale Beach, dos meses después ganó su primer título challenger en Salinas, Ecuador, tras vencer en la final al brasileño Ricardo Mello. Llegó a las semifinales en los challengers de Birmingham y San Antonio en Estados Unidos así como en el Sao Paulo–3, Brasil, siendo finalista en Gramado, Brasil. Clasificó al cuadro principal de Roland Garros. 
En el 2003, jugó la final del Abierto de Salinas y llegó a las semifinales individuales de Andorra, así como a las semifinales de dobles en San Juan de Luz y Bermuda. En el 2004, llegó hasta las semifinales del Challenger de Manta. En el 2005, llegó a la final de los Futures USA F12 y a semifinales del Colombia F6. En el 2006 llegó a la final del Future USA F3, a semifinales en el USA F11 y a cuartos de final en el USA F2. Es habitual jugador del equipo peruano de Copa Davis.

## Títulos ATP (0)
| Leyenda                                                       |
| Grand Slam (0)                                                |
| Tennis Masters Cup / ATP World Tour Finals (0)                |
| ATP Masters Series / ATP World Tour Masters 1000 (0)          |
| ATP International Series Gold / ATP World Tour 500 Series (0) |
| ATP International Series / ATP World Tour 250 Series (0)      |
| ATP Challenger Tour (3)                                       |

| Títulos por Superficie |
| Dura (2)               |
| Tierra batida (1)      |
| Hierba (0)             |
| Moqueta (0)            |

## Challengers(4; 3+1)

### Individuales (3)
| N.º | Fecha                 | Torneo  | Superficie | Oponente en la final | Resultado |
| --- | --------------------- | ------- | ---------- | -------------------- | --------- |
| 1.  | 16 de febrero de 2004 | Salinas | Dura       | Ricardo Mello        | 6-3 6-4   |
| 2.  | 15 de marzo de 2008   | Salinas | Dura       | Diego Junqueira      | 6-2 6-2   |
| 3.  | 5 de mayo de 2008     | Tunica  | Arcilla    | Carsten Ball         | 6-4 6-4   |

### Finalista en individuales (3)
- 2002: Gramado (pierde ante Julio Silva)
- 2003: Salinas (pierde ante Giovanni Lapentti)
- 2008: Humacao (pierde ante Gilles Müller)

### Dobles (1)
| N.º | Fecha               | Torneo             | Superficie    | Pareja        | Oponentes en la final              | Resultado        |
| --- | ------------------- | ------------------ | ------------- | ------------- | ---------------------------------- | ---------------- |
| 1.  | 19 de julio de 2004 | Campos do Jordão-1 | Dura          | Ricardo Mello | Alejandro Hernández André Sá       | 6-3 6-4          |
| 1.  | 17 de enero de 2011 | Brasil F4          | Tierra batida | Caio Zampieri | Fabiano De Paula Marcelo Demoliner | 6-4, 5-7, [10-3] |
| 2.  | 31 de enero de 2011 | Brasil F6          | Tierra batida | Tiago Lopes   | Marcelo Demoliner Morgan Phillips  | 6-2, 6-1         |

## Evolución en el ranking ATP (individuales)
Variaciones en el ranking ATP al finalizar la temporada.
| Año                     | 1998 | 1999 | 2000 | 2001 | 2002 | 2003 | 2004 | 2005 | 2006 | 2007 | 2008 | 2009 |
| Ranking en individuales | 1166 | 823  | 516  | 341  | 147  | 123  | 262  | 367  | 370  | 277  | 221  | 479  |